# Arquitecturas moleculares mecánicamente entrelazadas
Las arquitecturas moleculares mecánicamente entrelazadas son uniones o conexiones entre moléculas que no se producen a través de los enlaces químicos o fuerzas intermoleculares tradicionales, sino como consecuencia de su topología o forma. Esta unión entre las moléculas es similar al modo en que se unen las llaves a un llavero. Las llaves no están directamente conectadas con el anillo del llavero, pero no pueden ser separadas sin romper dicho anillo. A nivel molecular, las moléculas entrelazadas no pueden separarse sin distorsión significativa de los enlaces covalentes que mantienen unidas las moléculas. Ejemplos de arquitecturas moleculares mecánicamente entrelazadas son los catenanos, rotaxanos, nudos moleculares, y los anillos moleculares de Borromeo.
La síntesis de tales arquitecturas entrelazadas ha sido posible mediante la combinación de técnicas de química supramolecular con las síntesis tradicionales de sustancias covalentes, sin embargo arquitecturas moleculares mecánicamente entrelazadas poseen propiedades diferentes tanto de los "ensamblajes supramoleculares" como de las "moléculas con enlace covalente". Recientemente, ha sido acuñada la terminología "enlace mecánico" para describir la relación entre los componentes de estas estructuras moleculares mecánicamente engranadas. 

## Investigaciones
Aunque la investigación sobre arquitecturas moleculares mecánicamente entrelazadas se centra principalmente en compuestos artificiales, se han encontrado muchos ejemplos en los sistemas biológicos, incluyendo: puentes o nudos de cistina, ciclotidas, o lazo-péptidos como la microcina J25 que son proteínas, y otros péptidos. Hay un gran interés en estas arquitecturas moleculares porque permitirían desarrollar máquinas molecularesmediante la manipulación de la posición relativa de sus componentes.
El grupo de James Fraser Stoddart, de la universidad de Northwestern, en Evanston, Illinois, Estados Unidos, ha sido especialmente activo en la investigación de este tipo de compuestos.

## Ejemplos de arquitecturas moleculares mecánicamente entrelazadas

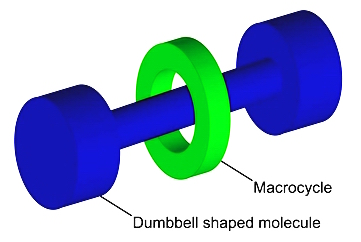
Rotaxano
Catenano
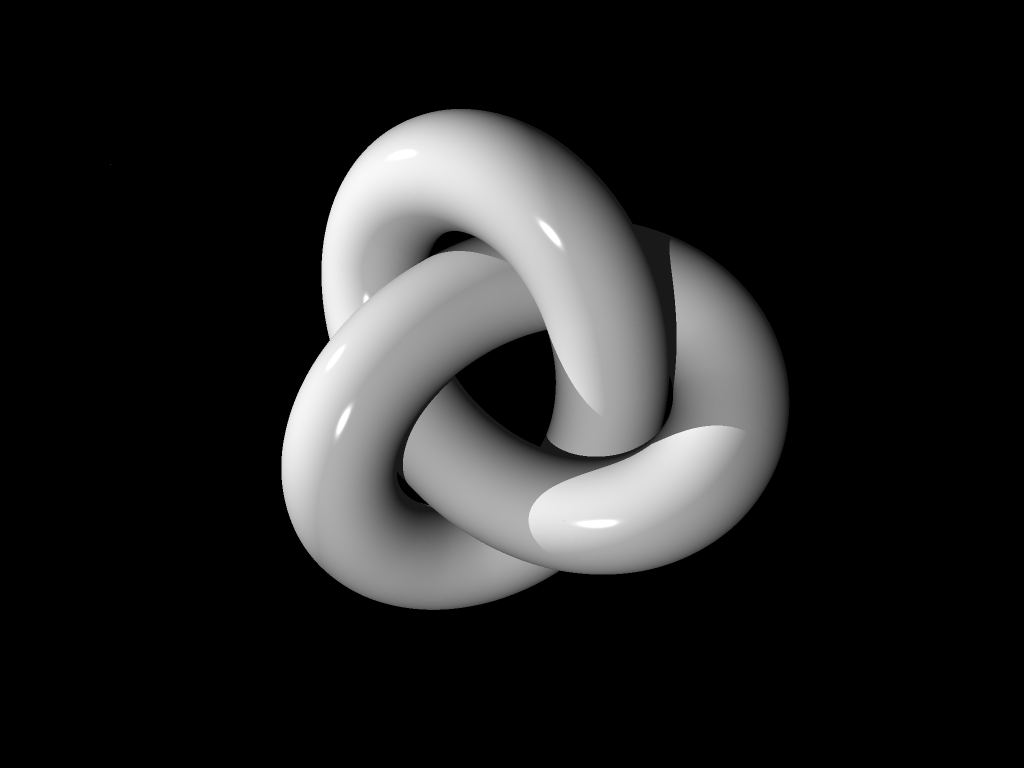
Nudo molecular
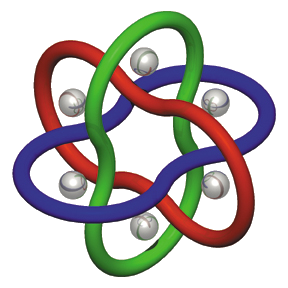
Anillos moleculares de Borromeo